# Yo vivo en esta ciudad (álbum)
Yo vivo en esta ciudad es el primer álbum del duo folk rock argentino Pedro y Pablo, editado el 13 de octubre de 1970 por CBS.

## Detalles
El disco tuvo arreglos de Jorge Calandrelli y la participación de músicos como Ricardo Lew y Cacho Tirao en guitarras, “Mojarra” Fernández en bajo y Jorge Padim en batería; mientras que la producción artística estuvo a cargo de Francis Smith, productor, compositor y cazatalentos de la CBS argentina por entonces.
Este disco incluye el hit “La marcha de la bronca”, además de canciones que se convirtieron en clásicas para el duo, como “Dónde va la gente cuando llueve” y “Yo vivo en esta ciudad”.
El estilo de las canciones del álbum es muy variado, incluyendo bossa nova, baladas, tango, milonga y dixieland. Las letras reflejaban el alma de Buenos Aires y estaban llenas de críticas con mucho humor, ironía y denuncia social, por ejemplo "Johnny Bigote” (dedicado al presidente de facto Juan Carlos Onganía).
Fue reeditado por Sony Music varias veces en CD y como descarga digital, incluyendo bonus tracks.

## Lista de temas
Todas las canciones escritas y compuestas por Miguel Cantilo, excepto donde se indica. 
| N.º   | Título                              | Escritor(es)  | Duración |  |
| 1.    | «¿Dónde va la gente cuando llueve?» |               | 4:47     |  |
| 2.    | «Con ropa de varón»                 |               | 2:40     |  |
| 3.    | «La quimera del confort»            |               | 3:34     |  |
| 4.    | «Asociación Modelos Argentinas»     |               | 2:52     |  |
| 5.    | «Vivimos, paremos»                  |               | 3:00     |  |
| 6.    | «Johnny Bigote»                     |               | 3:16     |  |
| 7.    | «¡¡Guarda con la rutina!!»          |               | 4:10     |  |
| 8.    | «La marcha de la bronca»            |               | 3:49     |  |
| 9.    | «¡Che, ciruja!»                     |               | 2:29     |  |
| 10.   | «Andando a caballo»                 | Jorge Durietz | 2:51     |  |
| 11.   | «Los perros homicidas»              |               | 2:31     |  |
| 12.   | «Yo vivo en esta ciudad»            |               | 3:01     |  |
| 39:09 |                                     |               |          |  |

| Bonus tracks CD 2009 |                                         |                               |          |  |
| N.º                  | Título                                  | Escritor(es)                  | Duración |  |
| 13.                  | «Los caminos que no sigue nadie»        |                               | 3:05     |  |
| 14.                  | «En este mismo instante»                |                               | 3:39     |  |
| 15.                  | «Pueblo nuestro que estás en la Tierra» |                               | 3:39     |  |
| 16.                  | «Tiempo de guitarra»                    |                               | 2:52     |  |
| 17.                  | «Catalina Bahía»                        |                               | 4:37     |  |
| 18.                  | «Solo cambiando tu mente»               |                               | 4:00     |  |
| 19.                  | «Caen la tarde y los hombres»           |                               | 3:06     |  |
| 20.                  | «Tu soledad»                            | Jorge Durietz                 | 3:16     |  |
| 21.                  | «Candombe del más allá»                 | Miguel Cantilo - Daniel Russo | 3:15     |  |
| 32:21                |                                         |                               |          |  |